# Первое сражение при Висамбуре
Первое сражение при Висамбуре (фр. Bataille de Wissembourg) — наступательная операция армии союзников под командованием Дагоберта фон Вурмзера на позиции французской Рейнской армии Жана Паскаля Карленка, проводившаяся 13 октября 1793 года во время войны Первой коалиции. После безрезультатного сопротивления французская армия оставила свою укрепленную линию за рекой Лаутер и отступила в сторону Страсбурга. 

## Перед операцией
К лету 1793 года французская Рейнская армия отступила на территорию Франции за линии Висамбура. Фронт этих линий, на высотах, которые окаймляет река Лаутер, был защищен большим числом редутов и засек, но без связи между ними. Пост Гейсберг, позади левого фланга, был наиболее сильной точкой. Редуты были чересчур многочисленны для Рейнской армии, обязанной рассеиваться для того, чтобы охранять различные аванпосты и оборонять коммуникации с Мозельской армией. 
Вскоре австрийский командующий генерал от кавалерии Вурмзер с армией, состоящей из войск Габсбургской монархии, французских роялистов и союзных немецких государств, начал оказывать давление на линии. Он делал спокойно свои приготовления, чтобы осенью начать наступление.
Тем временем два предыдущих командующих Рейнской армией были арестованы и отправлены в парижские тюрьмы. Поскольку никто не хотел возглавлять армию, представители в миссии назначили Жана Паскаля Карленка, капитана, недавно ставшего подполковником кавалерии. 

## Ход операции
13 октября 1793 года в 4 часа утра австрийская армия, сконцентрированная на Лаутере, двинулась в наступление семью колоннами: первая, под командованием принца Валдека, должна была переходить Рейн в Сельце, чтобы присоединяться ко второй, под командованием Елачича, которая должна была действовать на Лотербур (Лаутербург); третья имела приказ, перейдя Лаутер, расположиться в Шлетале и разделиться на два отряда, из которых один пошёл бы присоединяться к первым двум колоннам, в то время как другой атаковал бы с тыла укрепления, которые прикрывают Висамбур; другие колонны были также предназначены для атаки различных пунктов на фронте всей линии. 
Эти приказы были довольно плохо выполнены, тем не менее операция стала успешной. Мост на Рейне был легко переброшен принцем Валдеком. Французский генерал Дюбуа, который должен был прикрывать правый фланг республиканской армии, отошёл при первой видимости атаки, оставив в Сельце только один полубатальон, который, атакованный целой австрийской бригадой, оказал серьёзное сопротивление и оставили город только тогда, когда тот был подожжен врагом. Между тем Вальдек, вынужденный оставить часть его бойцов на охране моста, не присоединился ко второй колонне: завеса тумана скрывала ему объекты и помешала услышать канонаду; он полагал, что операция была отложена, и вернулся за Рейн в шесть часов вечера.
Елачич продвинулся чуть дальше Лотербура и занял там позицию, но был внезапно атакован гарнизоном Лотербура и был бы разгромлен по частям, если бы не помощь одного полка гессенских гусаров.
Затем Вурмзер приказал атаковать центр линий тремя колоннами: первая направилась к французскому лагерю и батареям, установленным у Штайнфельда, вторая через лес Бьенвальд, а третья колонна эмигрантов принца Конде атаковала со стороны Бергцаберна, завоевала несколько редутов, захватила 17 пушек и 14-го в 8 часов утра овладела Висамбуром. Альтенштадт был захвачен штурмом, вынудив французов отступить к Гейсбергу.

## Результаты
Карленк, прибывший на поле сражения, вместо того, чтобы принимать меры, чтобы пытаться исправить катастрофу, растерялся и не придумал ничего лучшего, как приказать отступление за Лаутер. Отступление производилось в относительном порядке, так как противник, занятый сбором своих колонн, мало нажимал на французские войска. Карленк хотел остановиться на Гейсберге, но движение пруссаков герцога Брауншвейгского на Лембах скоро вынудило его отойти к Агно (Агенау) и занять позицию на Модере.